# Кизомысский сельский совет (Белозёрский район)
Кизомысский сельский совет (укр. Кізомиська сільська рада) — входит в состав
Белозёрского района
Херсонской области
Украины.
Административный центр сельского совета находится в 
с. Кизомыс
.

## История
- 1783 — дата образования.

## Населённые пункты совета
- с. Кизомыс
- пос. Береговое
- пос. Велетенское
- пос. Гончарное